# فنغ فيس
فنغ فيس أو وجه الناب (بالإنجليزية: Fangface)‏ هو مسلسل رسوم متحركة (إثارة) للأطفال أمريكي يتم بثه صباحًا ومدته 30 دقيقة، تم إنتاجه بواسطة مؤسسة روبي سبيرز للإنتاج ABC والتي بثته من 9 سبتمبر 1978 إلى 8 سبتمبر 1979. وكان المنتجون التنفيذيون هم جو روبي وكين سبيرز. مقتبس من مسلسل سكوبي دو (الذي تم إنشاؤه أيضًا من قبل روبي وسبيرز).

## وصلات خارجية
- فنغ فيس على موقع IMDb (الإنجليزية)
- فنغ فيس على موقع قاعدة بيانات الفيلم (الإنجليزية)
- Fangface according to Wingnut
- Fangface at The Big Cartoon DataBase
- Fangface at The Cartoon Scrapbook